# تيم شنايدر
تيم شنايدر (بالإنجليزية: Tim Schneider)‏ هو سياسي أمريكي، ولد في 11 نوفمبر 1955. حزبياً، نشط في الحزب الجمهوري.